# Charly Guyot
Charly de Guyot-Meuron of kort Charly Guyot (Boudevilliers, 12 februari 1898 – aldaar, 13 september 1974) was een Zwitsers filoloog in de Franse taal en hoogleraar literatuurgeschiedenis aan de universiteit van Neuchâtel. Hij was er rector magnificus (1955-1957).

## Levensloop
Guyot behaalde een licentie in filologie aan de universiteit van Neuchâtel (1920) in Zwitserland. Na het behalen van een diploma hogere studies talen aan de Sorbonne in Parijs (1921) keerde hij naar Neuchâtel terug. Hij was vele jaren leraar Frans aan het Kantonnaal Gymnasium: van 1922 tot 1948. Terzelfdertijd was hij directeur en docent van het seminarie van modern Frans voor niet-Franstaligen van 1928 tot 1943. Dit seminarie behoorde tot de universiteit van Neuchâtel. In 1943 werd Guyot bevorderd tot buitengewoon hoogleraar.
In 1946, na het einde van de Tweede Wereldoorlog, promoveerde hij aan de universiteit van Genève tot doctor in de filologie. Zijn proefschrift behandelde het intellectueel en godsdienstig leven in Franstalig Zwitserland gecentreerd rond de figuur van dominee Chaillet; zijn thesis vervolledigde zijn studiewerk rond Belle van Zuylen.
In 1948 verliet Guyot het Kantonnaal Gymnasium om bevorderd te worden tot gewoon hoogleraar literatuurgeschiedenis aan de universiteit van Neuchâtel. Guyot volgde Eric Lugin op in deze leerstoel. 
Guyot kreeg de toelating van André Bovet, directeur van de Bibliothèque publique et universitaire, om de archieven van de Société typographique de Neuchâtel te onderzoeken alvorens ze publiek toegankelijk te maken. Deze Société was een uitgeverij geweest van 1769 tot 1789. Hiermee boorde Guyot nieuwe bronnen aan om inzicht te krijgen in het intellectueel leven in het vorstendom Neuchâtel in de tweede helft van de 18e eeuw. Guyot interesseerde zich in de relaties die Jean-Jacques Rousseau onderhield met het vorstendom. Guyot publiceerde over twee correspondenten van Rousseau: over Pierre-Alexandre DuPeyrou en Thérèse Levasseur. De Franse schrijvers Rousseau, Diderot, Chateaubriand, Stendhal, Sainte-Beuve, Proust en Péguy droegen zijn academische interesse weg. Daarnaast legde hij zich toe op Franstalige Zwitserse auteurs zoals Charles-Ferdinand Ramuz en Edmond Jeanneret, een dichter uit Neuchâtel. 
Guyot was literair journalist met publicaties in de tijdschriften Musée Neuchâtelois, de Revue d’histoire littéraire en de Cahiers Protestants onder andere; hij gaf conférences in deze verenigingen, onder meer over de culturele geschiedenis van het kanton Neuchâtel. 
Van 1955 tot 1957 was Guyot rector van de universiteit van Neuchâtel. Van 1956 tot 1957 was hij lid van de Académie Suisse des sciences humaines et sociales.

## Enkele publicaties
- Charly Guyot, Voyageurs romantiques en pays neuchâtelois, Neuchâtel; Paris, Delachaux et Niestlé, 1933.
- Charly Guyot, Pèlerins de Môtiers et prophètes de 89 : de Rousseau à Mirabeau, Neuchâtel; Paris, V. Attinger, 1936.
- Charly Guyot, Poëmes français écrits en Suisse au temps de l'exil, Porrentruy, Aux portes de France, 1945.
- Charly Guyot, Comment lire C.F. Ramuz, Paris, Aux étudiants de France, 1946.
- Charly Guyot, La vie intellectuelle et religieuse en Suisse française à la fin du XVIIIème siècle, 1946. Dit was zijn doctoraal proefschrift aan de universiteit van Genève.
- Charly Guyot, Neuchâtel, pays de tourisme, Neuchâtel, P. Attinger, 1948.
- Charly Guyot, Les romanciers américains d'aujourd'hui, Paris, Labergerie, 1948.
- Charly Guyot, Péguy pamphlétaire, Neuchâtel, La Baconnière, 1950.
- Charly Guyot, Un ami et défenseur de Rousseau : Pierre-Alexandre DuPeyrou, Neuchâtel, Ides et Calendes, 1958.
- Charly Guyot, Écrivains de Suisse française, Bern, Francke, 1961.
- Charly Guyot, Plaidoyer pour Thérèse Levasseur, Neuchâtel, Ides et Calendes, 1962.
- Charly Guyot, Diderot par lui-même, Paris, Seuil, 1967.